# Az Alf epizódjainak listája
Ez a szócikk a Alf című sorozat epizódjait listázza.

## Évadáttekintés
| Évad | Évad | Részek száma | Részek száma | Eredeti sugárzás     | Eredeti sugárzás  | Eredeti adó | Magyar sugárzás   | Magyar sugárzás   | Magyar adó |
| Évad | Évad | Részek száma | Részek száma | Évadbemutató         | Évadzáró          | Eredeti adó | Évadbemutató      | Évadzáró          | Magyar adó |
| ---- | ---- | ------------ | ------------ | -------------------- | ----------------- | ----------- | ----------------- | ----------------- | ---------- |
|      | 1.   | 26           | 26           | 1986. szeptember 22. | 1987. május 11.   | NBC         | 2015. január 30.  | 2015. március 6.  | RTL+       |
|      | 2.   | 26           | 26           | 1987. szeptember 21. | 1988. május 9.    | NBC         | 2015. március 9.  | 2015. április 10. | RTL+       |
|      | 3.   | 26           | 26           | 1988. október 3.     | 1989. május 8.    | NBC         | 2015. április 10. | 2015. május 15.   | RTL+       |
|      | 4.   | 24           | 24           | 1989. szeptember 18. | 1990. március 24. | NBC         | 2015. május 18.   | 2015. június 18.  | RTL+       |

## Epizód

### Első évad (1986-1987)
| Sor. | Év. | Cím                                                                        | Rendező                     | Író                                                            | Premier                               | Gyártási szám |
| ---- | --- | -------------------------------------------------------------------------- | --------------------------- | -------------------------------------------------------------- | ------------------------------------- | ------------- |
| 1.   | 1.  | Halló, itt vagyok! (A.L.F.)                                                | Tom Patchett                | Tom Patchett                                                   | 1986. szeptember 22. 2015. január 30. | 101           |
| 2.   | 2.  | Az éjszakai pizza (Strangers in the Night)                                 | Peter Bonerz                | Paul Fusco & Thad Mumford                                      | 1986. szeptember 29. 2015. február 2. | 102           |
| 3.   | 3.  | Itt a cica, hol a cica (Macskabajok) (Looking for Lucky)                   | Peter Bonerz                | Bob Bendetson & Howard Bendetson                               | 1986. október 6. 2015. február 3.     | 103           |
| 4.   | 4.  | Rádiós kapcsolatok (Pennsylvania 6-5000)                                   | Peter Bonerz                | Donald Todd                                                    | 1986. október 13. 2015. február 4.    | 104           |
| 5.   | 5.  | Az ügynök (Élősködő kozmetikus) (Keepin' the Faith)                        | Peter Bonerz                | Laurie Gelman                                                  | 1986. október 20. 2015. február 5.    | 105           |
| 6.   | 6.  | A társkereső (Jody színre lép) (For Your Eyes Only)                        | Peter Bonerz                | Mitzi McCall & Adrienne Armstrong                              | 1986. november 3. 2015. február 6.    | 106           |
| 7.   | 7.  | Szerelmem Rhonda (Honvágy) (Help Me, Rhonda)                               | Peter Bonerz and Rick Gough | Tom Patchett & Lloyd Garver                                    | 1986. november 10. 2015. február 9.   | 107           |
| 8.   | 8.  | A zene szárnyán (A szerelmes űrlény) (Don't It Make Your Brown Eyes Blue?) | Tom Patchett                | Jerry Stahl                                                    | 1986. november 17. 2015. február 10.  | 108           |
| 9.   | 9.  | A nagy ugrás (Ugorj!) (Jump)                                               | Peter Bonerz                | Gary Markowitz                                                 | 1986. november 24. 2015. február 11.  | 109           |
| 10.  | 10. | A csodajárgány (A tűzpiros Ferrari) (Baby, You Can Drive My Car)           | Nancy Heydorn               | Thad Mumford & Laurie Gelman                                   | 1986. december 1. 2015. február 12.   | 110           |
| 11.  | 11. | Családi táborozás (On the Road Again)                                      | Peter Bonerz                | Bob Bendetson & Howard Bendetson                               | 1986. december 8. 2015. február 13.   | 111           |
| 12.  | 12. | Karácsonyi készülődés (Karácsony Szenteste) (Oh, Tannerbaum)               | Rick Gough                  | Donald Todd                                                    | 1986. december 22. 2015. február 16.  | 112           |
| 13.  | 13. | Anya és lánya (Ha jön az anyós) (Mother and Child Reunion)                 | Tom Patchett                | Bob Bendetson & Howard Bendetson                               | 1987. január 12. 2015. február 17.    | 113           |
| 14.  | 14. | A szappanopera (Egy kis szappanopera) (A Little Bit of Soap)               | Tom Patchett                | Laurie Gelman                                                  | 1987. január 19. 2015. február 18.    | 114           |
| 15.  | 15. | A féltékenység (Üdvözlet a túlvilágról) (I've Got a New Attitude)          | Nancy Heydorn               | Thad Mumford                                                   | 1987. február 2. 2015. február 19.    | 115           |
| 16.  | 16. | Amnézia, 1. rész (A nevem Mr. Schlegel, 1. rész) (Try to Remember, Part 1) | Tom Patchett                | Laurie Gelman, Bob Bendetson, Howard Bendetson and Donald Todd | 1987. február 9. 2015. február 20.    | 116           |
| 17.  | 17. | Amnézia, 2. rész (A nevem Mr. Schlegel, 2. rész) (Try to Remember, Part 2) | Tom Patchett                | Laurie Gelman, Bob Bendetson, Howard Bendetson and Donald Todd | 1987. február 9. 2015. február 23.    | 117           |
| 18.  | 18. | Egy újabb vendég (A mexikói fiú) (Border Song)                             | Tom Patchett                | Donald Todd                                                    | 1987. február 16. 2015. február 24.   | 118           |
| 19.  | 19. | Zűrös éjszaka (Ketrecet a bolondnak) (Wild Thing)                          | Nancy Heydorn               | David Silverman & Stephen Sustarsic                            | 1987. március 2. 2015. február 25.    | 119           |
| 20.  | 20. | Duzzogók (Brian csillagórája) (Going Out of My Head Over You)              | Nancy Heydorn               | Bob Bendetson & Howard Bendetson                               | 1987. március 16. 2015. február 26.   | 120           |
| 21.  | 21. | A szomszéd figyelő (Kertre néző ablak) (Lookin' Through the Windows)       | Nancy Heydorn               | Bob Bendetson                                                  | 1987. március 23. 2015. február 27.   | 121           |
| 22.  | 22. | Lámpaláz (Gyere, repülj velem!) (It Isn't Easy ... Bein' Green)            | Peter Bonerz                | Wendy Graf & Lisa Stotsky                                      | 1987. március 30. 2015. március 2.    | 122           |
| 23.  | 23. | A hazárdjátékos (Játékos) (The Gambler)                                    | Gary Shimokawa              | Thad Mumford & Laurie Gelman                                   | 1987. április 6. 2015. március 3.     | 123           |
| 24.  | 24. | Tudomány és technika (Szerepcsere) (Weird Science)                         | Paul Fusco                  | Paul Fusco                                                     | 1987. április 13. 2015. március 4.    | 124           |
| 25.  | 25. | Az óriás csótány (La Cucaracha)                                            | Peter Baldwin               | Jerry Stahl                                                    | 1987. május 4. 2015. március 5.       | 125           |
| 26.  | 26. | Kalandok égen és földön (Spárgák, színpadra!) (Come Fly With Me)           | Peter Baldwin               | Nelson Costello                                                | 1987. május 11. 2015. március 6.      | 126           |

### Második évad (1987-1988)
| Sor. | Év. | Cím | Rendező                     | Író                                           | Premier                                | Gyártási szám |
| ---- | --- | --- | --------------------------- | --------------------------------------------- | -------------------------------------- | ------------- |
| 27.  | 1.  | A szomszéd figyelő (Szolgálatára!) (Working My Way Back to You)                                         | Nick Havinga                | Steve Pepoon                                  | 1987. szeptember 21. 2015. március 9.  | 201           |
| 28.  | 2.  | A TV rabja (Megérett a szigetre) (Somewhere Over the Rerun The Ballad of Gilligan's Island)             | Nick Havinga                | Scott Spencer Gorden                          | 1987. szeptember 28. 2015. március 10. | 202           |
| 29.  | 3.  | Egy óvatlan pillanat (Életre szóló trauma) (Take a Look at Me Now)                                      | Gary Shimokawa              | Steve Pepoon                                  | 1987. október 5. 2015. március 11.     | 203           |
| 30.  | 4.  | A családfa (A vezeklő csuhája) (Wedding Bell Blues)                                                     | Burt Brinckerhoff           | Lisa A. Bannick                               | 1987. október 12. 2015. március 12.    | 204           |
| 31.  | 5.  | Nézettségi mutatók (A legjobb adásidő) (Prime Time)                                                     | Burt Brinckerhoff           | Lisa A. Bannick                               | 1987. október 19. 2015. március 13.    | 205           |
| 32.  | 6.  | Álarcosbál (A jelmezbál) (Some Enchanted Evening)                                                       | Gary Shimokawa              | Seth Weisbord                                 | 1987. október 26. 2015. március 16.    | 206           |
| 33.  | 7.  | Ó, micsoda nő (A szépségverseny) (Oh, Pretty Woman)                                                     | Burt Brinckerhoff           | Alicia Marie Schudt                           | 1987. november 2. 2015. március 17.    | 207           |
| 34.  | 8.  | Furcsa hangok (A melmaci csuklás) (Something's Wrong With Me)                                           | Burt Brinckerhoff           | Steve Pepoon                                  | 1987. november 9. 2015. március 18.    | 208           |
| 35.  | 9.  | A csavargók (Utazás az éjszakába) (Night Train)                                                         | Burt Brinckerhoff           | Bob Bendetson                                 | 1987. november 16. 2015. március 19.   | 209           |
| 36.  | 10. | Egy kis romantika? (Nászutasok paradicsoma?) (Isn't it Romantic?)                                       | Gary Shimokawa              | Seth Weisbord                                 | 1987. november 23. 2015. március 20.   | 210           |
| 37.  | 11. | Elnök leszek (Az álomjelölt) (Hail to the Chief)                                                        | Burt Brinckerhoff           | Lisa A. Bannick                               | 1987. december 7. 2015. március 23.    | 211           |
| 38.  | 12. | Alf Karácsonyi különkiadás, 1. rész (Alf Karácsonyi ajándék, 1. rész) (ALF's Special Christmas, Part 1) | Burt Brinckerhoff           | Steven Hollander                              | 1987. december 14. n.a.                | 212           |
| 39.  | 13. | Alf Karácsonyi különkiadás, 2. rész (Alf Karácsonyi ajándék, 2. rész) (ALF's Special Christmas, Part 2) | Burt Brinckerhoff           | Steven Hollander                              | 1987. december 14. n.a.                | 213           |
| 40.  | 14. | A rosszcsont szomszéd fiú (A szomszéd fiú) (The Boy Next Door)                                          | Burt Brinckerhoff           | Burt Brinckerhoff Al Jean & Michael Reiss     | 1988. január 4. 2015. március 24.      | 214           |
| 41.  | 15. | Koholt vádak? (Önmaga ügyvédje?) (Can I Get a Witness?)                                                 | Gary Shimokawa              | Nelson Costello                               | 1988. január 11. 2015. március 25.     | 215           |
| 42.  | 16. | Albert bácsi látogatása (Albert bácsi) (We're So Sorry, Uncle Albert)                                   | Nick Havinga                | Paul Fusco                                    | 1988. január 25. 2015. március 26.     | 216           |
| 43.  | 17. | Az őrszem, 1. rész (Utcai járőrszolgálat, 1. rész) (Someone to Watch Over Me: Part 1)                   | Gary Shimokawa              | Lisa Stotsky & Wendy Graf                     | 1988. február 8. 2015. március 27.     | 217           |
| 44.  | 18. | Az őrszem, 2. rész (Utcai járőrszolgálat, 2. rész) (Someone to Watch Over Me: Part 2)                   | Gary Shimokawa              | Lisa Stotsky & Wendy Graf                     | 1988. február 15. 2015. március 30.    | 218           |
| 45.  | 19. | Átmeneti szállás (Barátok) (We Gotta Get Out of This Place)                                             | Gary Shimokawa              | Marjorie Gross                                | 1988. február 22. 2015. március 31.    | 219           |
| 46.  | 20. | Kutyagondok (A kóbor kutya) (You Ain't Nothin' But a Hound Dog)                                         | Gary Shimokawa              | Scott Spencer Gorden                          | 1988. február 29. 2015. április 1.     | 220           |
| 47.  | 21. | Bunyózók (A verekedő apa) (Hit Me With Your Best Shot)                                                  | Gary Shimokawa              | Kevin Abbott                                  | 1988. március 7. 2015. április 2.      | 221           |
| 48.  | 22. | A költözés réme (Ez a ház eladó!) (Movin' Out)                                                          | Tony Csiki and Nick Havinga | Alicia Marie Schudt                           | 1988. március 14. 2015. április 3.     | 222           |
| 49.  | 23. | A hasbeszélő (Pál, az igaz barát) (I'm Your Puppet)                                                     | Burt Brinckerhoff           | Al Jean & Michael Reiss                       | 1988. március 21. 2015. április 6.     | 223           |
| 50.  | 24. | Ivócimborák (Alkoholista jóbarát) (Tequila)                                                             | Nick Havinga                | Tévéjáték: Art Everett Történet: Sandy Gillis | 1988. március 28. 2015. április 7.     | 224           |
| 51.  | 25. | Egyedül nem megy (A mi családunk) (We Are Family)                                                       | Nick Havinga                | Steve Pepoon                                  | 1988. május 2. 2015. április 8.        | 225           |
| 52.  | 26. | Az újságkihordók (Az újságos-fiú) (Varsity Drag)                                                        | Gary Shimokawa              | Lisa A. Bannick                               | 1988. május 9. 2015. április 10.       | 226           |

### Harmadik évad (1988-1989)
| Sor. | Év. | Cím                                                                                   | Rendező           | Író                                                     | Premier                              | Gyártási szám |
| ---- | --- | ------------------------------------------------------------------------------------- | ----------------- | ------------------------------------------------------- | ------------------------------------ | ------------- |
| 53.  | 1.  | A randiszervező (Az autósmoziban) (Stop in the Name of Love)                          | Nick Havinga      | Skip Frank & Gwyn Gurian                                | 1988. október 3. 2015. április 10.   | 301           |
| 54.  | 2.  | Az őrangyal (Látogatás a mennyországban) (Stairway to Heaven)                         | Burt Brinckerhoff | Philip Whitehill                                        | 1988. október 10. 2015. április 13.  | 302           |
| 55.  | 3.  | Áll a bál (Kényelmetlen lakótárs) (Breaking Up is Hard to Do)                         | Nick Havinga      | Steve Pepoon                                            | 1988. október 17. 2015. április 14.  | 303           |
| 56.  | 4.  | A showman, 1. rész (A "Ma este" show sztárja 1. rész) (Tonight, Tonight, Part 1)      | Burt Brinckerhoff | Lisa A. Bannick, Steve Pepoon, Al Jean, & Michael Reiss | 1988. október 24. 2015. április 15.  | 304           |
| 57.  | 5.  | A showman, 2. rész (A "Ma este" show sztárja 2. rész) (Tonight, Tonight, Part 2)      | Burt Brinckerhoff | Lisa A. Bannick, Steve Pepoon, Al Jean, & Michael Reiss | 1988. október 24. 2015. április 16.  | 305           |
| 58.  | 6.  | Kegyes csalás (Az ígéret szép szó...) (Promises, Promises)                            | Burt Brinckerhoff | Beverly Archer                                          | 1988. október 31. 2015. április 17.  | 306           |
| 59.  | 7.  | Zűrös hálaadás, 1. rész (A csavargó, 1. rész) (Turkey in the Straw: Part 1)           | Nick Havinga      | Tom Patchett & Steve Hollander                          | 1988. november 14. 2015. április 20. | 307           |
| 60.  | 8.  | Zűrös hálaadás, 2. rész (A csavargó, 2. rész) (Turkey in the Straw: Part 2)           | Nick Havinga      | Tom Patchett & Steve Hollander                          | 1988. november 15. 2015. április 21. | 308           |
| 61.  | 9.  | Aggasztó fejlemények (Kate újra munkában) (Changes)                                   | Nick Havinga      | Lisa A. Bannick                                         | 1988. november 21. 2015. április 22. | 309           |
| 62.  | 10. | Azok a régi szép idők (Woodstock-i emlékek) (My Back Pages)                           | Burt Brinckerhoff | Ron Burla                                               | 1988. november 28. 2015. április 23. | 310           |
| 63.  | 11. | Bulvár kacsa (Blinky unokatestvér) (Alone Again, Naturally)                           | Burt Brinckerhoff | Paul Fusco                                              | 1988. december 5. 2015. április 24.  | 311           |
| 64.  | 12. | Bűvész leszek (A bűvészinas) (Do You Believe in Magic?)                               | Tony Csiki        | Scott Spencer Gorden                                    | 1988. december 12. 2015. április 27. | 312           |
| 65.  | 13. | A dumás vendég (Rejts el!) (Hide Away)                                                | Burt Brinckerhoff | Steve Pepoon                                            | 1989. január 9. 2015. április 28.    | 313           |
| 66.  | 14. | A leleplezés (Csalások az autószervizben) (Fight Back)                                | Nick Havinga      | Seth Weisbord                                           | 1989. január 16. 2015. április 29.   | 314           |
| 67.  | 15. | A király (Elvis él!) (Suspicious Minds)                                               | Nick Havinga      | Al Jean & Michael Reiss                                 | 1989. január 23. 2015. április 30.   | 315           |
| 68.  | 16. | A babaváró buli (Baba allergia) (Baby Love)                                           | Nick Havinga      | Lisa A. Bannick                                         | 1989. február 6. 2015. május 1.      | 316           |
| 69.  | 17. | A zsaroló (Illegális bevándorló) (Running Scared)                                     | Gary Shimokawa    | Steve Pepoon                                            | 1989. február 13. 2015. május 4.     | 317           |
| 70.  | 18. | A szerelem szakértője (Alf, a békítő) (Standing in the Shadows of Love)               | Nick Havinga      | David Cohen & Roger S.H. Schulman                       | 1989. február 20. 2015. május 5.     | 318           |
| 71.  | 19. | Babonák (7 év balszerencse) (Superstition)                                            | Gary Shimokawa    | Steve Pepoon                                            | 1989. február 27. 2015. május 6.     | 319           |
| 72.  | 20. | Vetélytársak ("Kettős" probléma) (Torn Between Two Lovers)                            | Nick Havinga      | Beverly Archer                                          | 1989. március 6. 2015. május 7.      | 320           |
| 73.  | 21. | Volt egyszer egy hangyafarm (A hangyafarm) (Funeral for a Friend)                     | Paul Fusco        | Scott Spencer Gorden                                    | 1989. március 20. 2015. május 8.     | 321           |
| 74.  | 22. | Kinscserkészek (Sátorozás a kertben) (Don't Be Afraid of the Dark)                    | Nick Havinga      | Alicia Marie Schudt                                     | 1989. március 27. 2015. május 11.    | 322           |
| 75.  | 23. | Kínos helyzet (Jake anyja) (Have You Seen Your Mother, Baby, Standing in the Shadow?) | Howard Storm      | Paul Fusco & Lisa A. Bannick                            | 1989. április 10. 2015. május 12.    | 323           |
| 76.  | 24. | A némafilmek sztárja (A regényíró) (Like an Old Time Movie)                           | Nick Havinga      | Nelson Costello                                         | 1989. április 17. 2015. május 13.    | 324           |
| 77.  | 25. | Földrengés (A földrengés) (Shake, Rattle and Roll)                                    | Nick Havinga      | Ron Burla                                               | 1989. május 1. 2015. május 14.       | 325           |
| 78.  | 26. | Felelősségtudat (Új gyermek születik) (Having My Baby)                                | Nick Havinga      | Lisa A. Bannick                                         | 1989. május 8. 2015. május 15.       | 326           |

### Negyedik évad (1989-1990)
| Sor. | Év. | Cím                                                                                | Rendező      | Író                                                                                                | Premier                              | Gyártási szám |
| ---- | --- | ---------------------------------------------------------------------------------- | ------------ | -------------------------------------------------------------------------------------------------- | ------------------------------------ | ------------- |
| 79.  | 1.  | Nyom nélkül (Eric, hol vagy?) (Baby, Come Back)                                    | Paul Miller  | David Silverman & Stephen Sustarsic                                                                | 1989. szeptember 18. 2015. május 18. | 401           |
| 80.  | 2.  | Hazugságok hálójában (A pletykalap) (Lies)                                         | Paul Miller  | Jordan Tabat & Wesley Stern                                                                        | 1989. szeptember 25. 2015. május 19. | 402           |
| 81.  | 3.  | A körözött személy (Elfogni: élve vagy holtan!) (Wanted: Dead or Alive)            | Nick Havinga | Victor Fresco                                                                                      | 1989. október 2. 2015. május 20.     | 403           |
| 82.  | 4.  | Az üzleti zseni (A tőzsdei ügynök) (We're in the Money)                            | Paul Miller  | Jeanne Baruch & Jeanne Romano                                                                      | 1989. október 9. 2015. május 21.     | 404           |
| 83.  | 5.  | Dr. Alf (Alf, a pszichológus) (Mind Games)                                         | Nick Havinga | Jerry Stahl                                                                                        | 1989. október 16. 2015. május 22.    | 405           |
| 84.  | 6.  | A szenvedélybeteg (A drogos űrlény) (Hooked on a Feeling)                          | Nick Havinga | Victor Fresco                                                                                      | 1989. október 23. 2015. május 25.    | 406           |
| 85.  | 7.  | Rokonból is megárt a sok (Neal színre lép) (He Ain't Heavy, He's Willie's Brother) | Paul Fusco   | Paul Fusco & Lisa A. Bannick                                                                       | 1989. október 30. 2015. május 26.    | 407           |
| 86.  | 8.  | A Tanner-ház fantomja (Az első találkozás) (The First Time Ever I Saw Your Face)   | Paul Fusco   | Paul Fusco & Lisa A. Bannick                                                                       | 1989. november 6. 2015. május 27.    | 408           |
| 87.  | 9.  | Macska nélkül soha (A kismacskák) (Live and Let Die)                               | Tony Csiki   | Steve Pepoon                                                                                       | 1989. november 13. 2015. május 28.   | 409           |
| 88.  | 10. | Civakodók (Harag és béke) (Break Up to Make Up)                                    | Tony Csiki   | Anne Meara                                                                                         | 1989. november 20. 2015. május 29.   | 410           |
| 89.  | 11. | A lakótárs (Mindenki boldog) (Happy Together)                                      | Paul Fusco   | David Silverman & Stephen Sustarsic                                                                | 1989. november 27. 2015. június 1.   | 411           |
| 90.  | 12. | Egy kis nátha (Súlyos nátha) (Fever)                                               | Paul Miller  | Bruce David                                                                                        | 1989. december 4. 2015. június 2.    | 412           |
| 91.  | 13. | A házibuli (A Hawaii Party) (It's My Party)                                        | Nick Havinga | Steve Pepoon                                                                                       | 1989. december 11. 2015. június 3.   | 413           |
| 92.  | 14. | A humorzsák (Az "álomkomikus") (Make 'em Laugh)                                    | Nick Havinga | Howard Bendetson                                                                                   | 1990. január 8. 2015. június 4.      | 414           |
| 93.  | 15. | Füstbe ment esküvő (Elrontott házasság) (Love on the Rocks)                        | Nick Havinga | Cecile Alch & Patricia Niedzialek                                                                  | 1990. január 15. 2015. június 5.     | 415           |
| 94.  | 16. | A művészlélek (Leonardo Da Alf) (True Colors)                                      | Paul Miller  | David Silverman & Stephen Sustarsic                                                                | 1990. január 22. 2015. június 8.     | 416           |
| 95.  | 17. | A szertartás (Régi idők emléke) (Gimme That Old Time Religion)                     | Paul Fusco   | Leslie Ann Podkin                                                                                  | 1990. január 29. 2015. június 9.     | 417           |
| 96.  | 18. | Riasztó jövőkép (Pillantás a jövőbe) (Future's So Bright, I Gotta Wear Shades)     | Nick Havinga | Victor Fresco                                                                                      | 1990. február 5. 2015. június 10.    | 418           |
| 97.  | 19. | Móka és kacagás (Idősödő színésznő) (When I'm Sixty-Four)                          | Paul Miller  | David Silverman & Stephen Sustarsic                                                                | 1990. február 12. 2015. június 11.   | 419           |
| 98.  | 20. | Kincskeresők (A kincskeresők) (Mr. Sandman)                                        | Paul Miller  | Steve Pepoon                                                                                       | 1990. február 19. 2015. június 12.   | 420           |
| 99.  | 21. | A környezetvédelem bajnoka (Tiltakozó levél) (Stayin' Alive)                       | Nick Havinga | Victor Fresco                                                                                      | 1990. február 26. 2015. június 15.   | 421           |
| 100. | 22. | Farkaséhség (Farkasdiéta) (Hungry Like the Wolf)                                   | Nick Havinga | Paul Fusco                                                                                         | 1990. március 3. 2015. június 16.    | 422           |
| 101. | 23. | Generációs ellentétek (Költözni vagy sem?) (I Gotta Be Me)                         | Paul Miller  | Beverly Archer                                                                                     | 1990. március 10. 2015. június 17.   | 423           |
| 102. | 24. | Nehéz döntés (Végső elhatározás) (Consider Me Gone)                                | Nick Havinga | Tévéjáték: Steve Pepoon, David Silverman, Stephen Sustaric and Victor Fresco Történet: Ian Praiser | 1990. március 24. 2015. június 18.   | 424           |